# Dampierre-au-Temple
Dampierre-au-Temple is een voormalige gemeente in het Franse departement Marne in de regio Grand Est en telt 250 inwoners (2005). De plaats maakt deel uit van het arrondissement Châlons-en-Champagne.

## Geschiedenis
Dampierre-au-Temple is op 1 januari 2025 gefuseerd met de gemeente Saint-Hilaire-au-Temple tot de gemeente La Neuville-au-Temple.

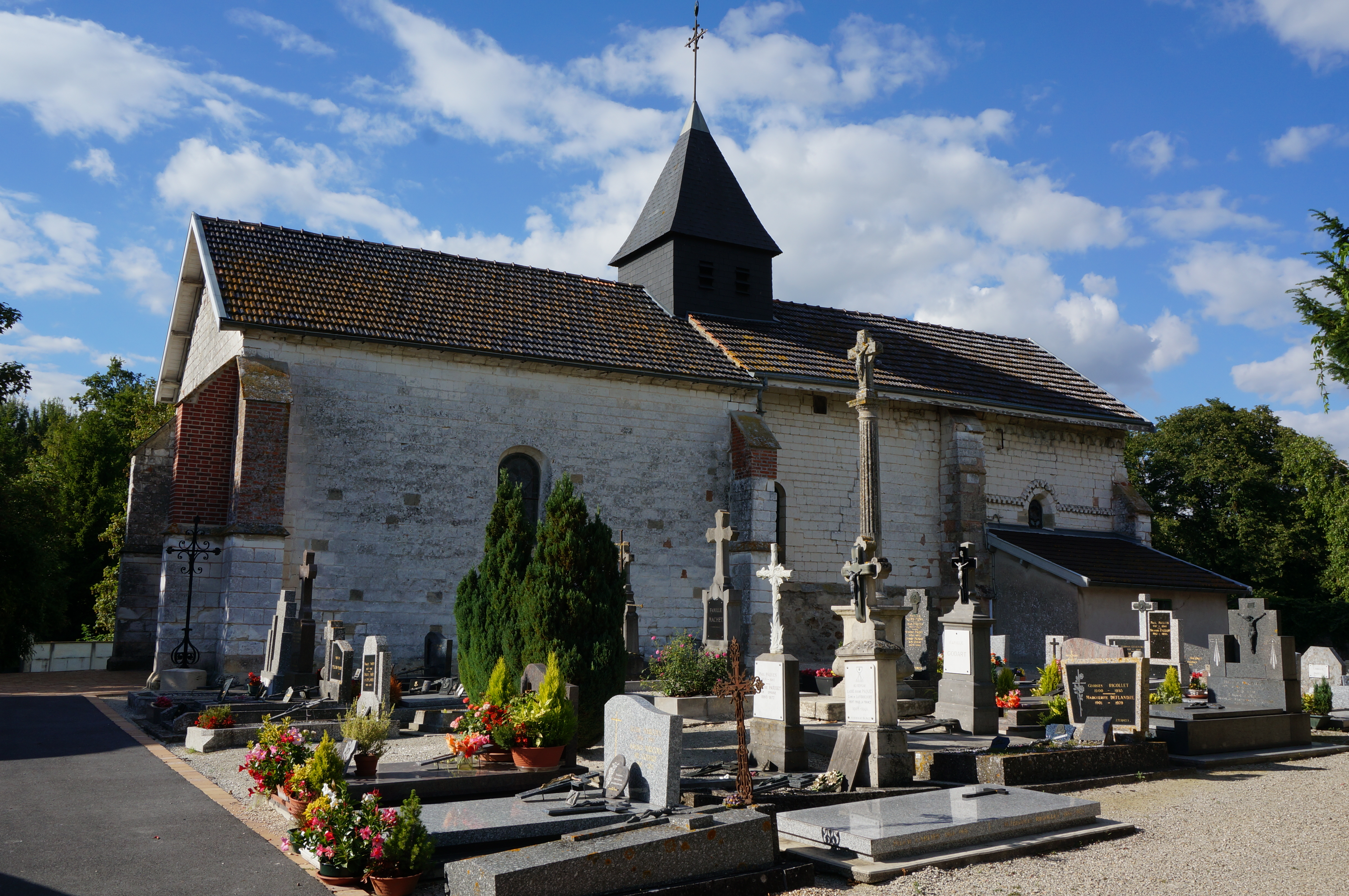
Kerk van Dampierre-au-Temple

## Geografie
De oppervlakte van Dampierre-au-Temple bedraagt 10,5 km², de bevolkingsdichtheid is 23,8 inwoners per km².

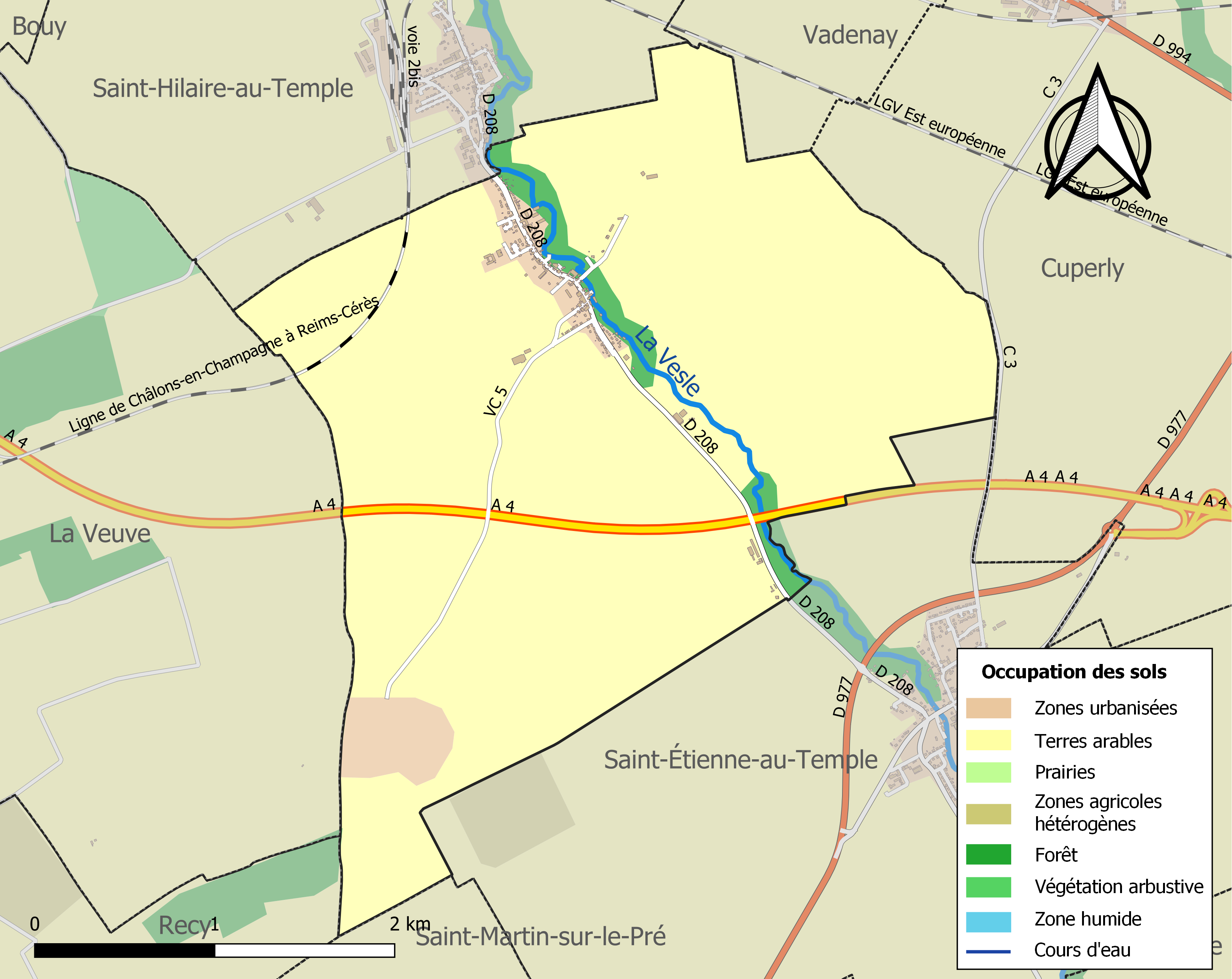
Kaart van de belangrijkste infrastructuur, bodemgebruik en omliggende gemeenten

## Demografie
Onderstaande figuur toont het verloop van het inwonertal.